# Brantôme en Périgord (Brantôme en Périgord)
Brantôme en Périgord ist eine ehemalige französische Commune nouvelle im Département Dordogne in der Region Nouvelle-Aquitaine mit 2156 Einwohnern (Stand: 1. Januar 2019). Sie gehörte zum Arrondissement Nontron (bis 2017 Arrondissement Périgueux) und zum Kanton Brantôme en Périgord.
Sie entstand mit Wirkung vom 1. Januar 2016 aus der Fusion der früheren Gemeinden Brantôme und Saint-Julien-de-Bourdeilles. Durch eine namensgleiche Neugründung als Commune nouvelle Brantôme en Périgord mit Wirkung vom 1. Januar 2019 besitzt sie seither nur mehr den Status einer Commune déléguée in dieser neuen Gemeinde und beherbergt auch deren Verwaltungssitz.

## Geographie
Brantôme en Périgord liegt ca. 20 km südlich von Nontron und ca. 20 km nördlich von Périgueux im Gebiet Périgord Central der historischen Provinz Périgord.
Umgeben wird Brantôme en Périgord von den Nachbargemeinden und delegierten Gemeinden:
| Saint-Crépin-de-Richemont (Commune déléguée) La Gonterie-Boulouneix (Commune déléguée) | Cantillac (Commune déléguée)                | Champagnac-de-Belair                                                   |
| Paussac-et-Saint-Vivien                                                                | Kompassrose, die auf Nachbargemeinden zeigt | Condat-sur-Trincou                                                     |
| Bourdeilles                                                                            | Valeuil (Commune déléguée)                  | Eyvirat (Commune déléguée) Sencenac-Puy-de-Fourches (Commune déléguée) |

## Geschichte
Der Erlass vom 14. Dezember 2015 ermöglichte die Gründung der Commune nouvelle zum 1. Januar 2016. Dadurch wurden die ehemaligen Gemeinden Brantôme und Saint-Julien-de-Bourdeilles zu delegierten Gemeinden.
Der Erlass vom 6. November 2018 legte die Auflösung von Brantôme en Périgord als Commune nouvelle zum 1. Januar 2019 fest mit gleichzeitiger Eingliederung zusammen mit den früheren Gemeinden Cantillac, Eyvirat, La Gonterie-Boulouneix, Saint-Crépin-de-Richemont, Sencenac-Puy-de-Fourches und Valeuil zur neuen, gleichnamigen Commune nouvelle Brantôme en Périgord als delegierte Gemeinden.

## Gliederung
Die Gliederung der ehemaligen Commune nouvelle war folgende:
| Ortsteil                    | ehemaliger INSEE-Code | Fläche (km²) | Einwohnerzahl (2016) |
| --------------------------- | --------------------- | ------------ | -------------------- |
| Brantôme (Verwaltungssitz)  | 24064                 | 34,65        | 2.125                |
| Saint-Julien-de-Bourdeilles | 24430                 | 05,95        | .0084                |

## Politik und Verwaltung
2016 gehörte die Gemeinde Brantôme en Périgord zum Arrondissement Périgueux. Seit 2017 gehörte sie zum Arrondissement Nontron.

### Gemeindeverband
Brantôme en Périgord gehörte dem Gemeindeverband Communauté de communes Dronne et Belle an.

### Tourismus
Ab dem 17. August 2016 ist Brantôme en Périgord für fünf Jahre zu einer Commune Touristique (touristische Gemeinde) ernannt worden, zusammen mit fünf anderen Gemeinden des Gemeindeverbands (Bourdeilles, La Chapelle-Faucher, Mareuil, Saint-Crépin-de-Richemont et Villars).